# 須永風汰
須永 風汰（すなが ふうた、1992年11月6日 - ）は、日本の俳優である。

## 来歴
1992年11月6日埼玉県に産まれる。フリーの俳優として活動した後、2019年4月、TRUSTARに所属。
2022年1月6日、3年所属したTRUSTARを円満に退所。現在、フリーの俳優として活動をしている。

## 人物
非常に涙もろく、出演舞台千秋楽のカーテンコールでは涙を流しては共演者に弄られる姿が度々目撃されている。それと共に緊張しやすい性格でもあり、出演舞台での登場直前の舞台袖で緊張による過呼吸を起こすこともあったという。
2018年より出演のアイ★チュウザ・ステージシリーズでは原作ゲームを「須永P」というユーザー名でプレイ。原作をこよなく愛することから共演者、ファンから須永Pの愛称で呼ばれる。ちなみに推しはレオンと蛮。
学生時代にやっていたテナーサックスの演奏を特技とし、2018年に行われた自身初のバーズデーイベント「風誕祭」ではその演奏がファンの前で披露された。
2022年5月5日に単独のファンミーティング「Fan fUn meeTing pArty」(全3公演)が開催され、ダンスや歌に加え、ドラム、ベースの演奏がファンの前で披露された。
2022年11月6日30歳の記念すべき誕生日、新しいことに挑戦したいと、TikTokのアカウントを開設。誕生日の日付であるPM11時6分に初動画が投稿された。

## 出演作

### テレビドラマ
- 世にも奇妙な物語 2012年春の特別篇 「試着室」（フジテレビ、2012年4月21日）
- ゴーストママ捜査線〜僕とママの不思議な100日 最終話（日本テレビ、2012年9月15日）

### 舞台
- Remix Live 『千年夜物語』（2013年2月28日 - 3月2日、全労済ホール スペース・ゼロ）- 白衣の科学者 役
- 東京俳優市場2013春 『ドラム缶日記』（2013年5月2日 - 6日、笹塚ファクトリー）- 島田太一 役
- 東京俳優市場2013冬 『Antique Android』（2013年11月20日 - 24日、笹塚ファクトリー）- アンアン 役
- GRIPPERプロデュース 『天満月のネコ』（2014年5月9日 - 18日、笹塚ファクトリー）- アレクサンダー 役
- 怪傑パンダース
  - 怪傑パンダース第7回本公演 『透明少女』（2014年6月25日 - 29日、新宿村LIVE）- 山口ホタテ 役
  - 怪傑パンダース第8回本公演 『キミに逢いたくて』（2014年10月8日 - 13日、新宿村LIVE）- ケン 役
  - 怪傑パンダース第9回本公演『ファントム・チューニング～調霊探偵・四十万八十二の事件簿～』（2016年8月24日 - 28日、新宿村LIVE）- 犬神泰 役
- オトメステージVol.2 『擬人カレシ ~ けもみみ大作戦!? ~』（2014年12月10日 - 14日、新宿村LIVE）- 擬人研究所研究員コウタ 役
- MOSH08『恋する惑星』（2015年2月11日 - 15日、築地ブディストホール）
- 劇団TEAM-ODAC第16回本公演『MOON&DAY〜うちのタマ知りませんか?〜』（2015年5月2日 - 6日、全労済ホール スペース・ゼロ）- 久城サトシ 役
- 六三四第壱回本公演『刀神姫抄-TOUZINKISHO』（2015年6月18日 - 21日、新宿村LIVE）- 犬彦 役
- LIVEDOGプロデュース公演『壊れかけの恋唄』（2015年7月15日 - 20日、新宿村LIVE）- ナツヒコ 役
- タンバリン×LIVEDOGプロデュース『愛しのダンスマスター』（2015年10月21日 - 25日、新宿村LIVE）
- Otona Project
  - Otona Project 第二弾 演劇ユニット【爆走おとな小学生】第一回課外授業『私私私立下等高等学校〜3年1組異常科専攻~』（2015年12月10日 - 13日、池袋GEKIBA）※日替りゲスト
  - Otona Project 第三弾 演劇ユニット【爆走おとな小学生】第二回全校集会『勇者セイヤンの物語（真）』（2016年3月24日 - 27日、新宿村LIVE）- スカーレット 役
  - Otona Project 第五弾 演劇ユニット【爆走おとな小学生】第三回全校集会『初等教育ロイヤル』（2016年11月23日 - 27日、新宿村LIVE）- 5年生 森くん 役
  - Otona Project 第十三弾 演劇ユニット【爆走おとな小学生】第六回全校集会『初等教育ロイヤル』（2018年4月4日 - 8日、シアターサンモール）- 5年生 森くん 役
  - Otona Project 第十七弾 演劇ユニット【爆走おとな小学生】第七回全校集会『勇者セイヤンの物語～ノストラダム男の大予言～』 （2018年7月25日 - 29日、CBGKシブゲキ!!）- ポシェモンマスターサトル 役
  - Otona Project 第二十弾 演劇ユニット【爆走おとな小学生】第二十回公演記念授業『ヤキソバチルドレン』（2018年12月28日 - 30日、新宿村LIVE）- 鬼ヶ島 役 ※日替わりゲスト
  - Otona Project 第二十四弾 演劇ユニット【爆走おとな小学生】 第十回全校集会『初等教育ロイヤル』（2019年5月29日 - 6月2日、全労済ホール スペース・ゼロ / 6月20日 - 23日、ABCホール）- 5年生 森くん 役
  - Otona Project 第二十六弾 演劇ユニット【爆走おとな小学生】第十一回全校集会『舞台版「魔法少女(?)マジカルジャシリカ-マジカル零-ZERO-」』（2019年9月5日 - 16日、CBGKシブゲキ!!）- 長谷川ココナッツ 役
  - Otona Project 第二十八弾 演劇ユニット【爆走おとな小学生】第十三回全校集会『勇者セイヤンの物語（真）』（2019年12月4日 - 8日、全労済ホール スペース・ゼロ / 12月27日 - 30日、近鉄アート館）- スカーレット 役
  - Otona Project 第四十一弾　演劇ユニット【爆走おとな小学生】第十四回課外授業 朗読劇『なななななな』（2022年7月27日 - 31日、シアターサンモール）- 「スリーセブン」京介 役
- 六三四第弐回本公演 『禁断の刃』（2016年5月12日 - 15日、中目黒キンケロシアター）- マシュー 役
- 『イリクラ〜Iridescent Clouds〜』（2017年8月9日 - 13日、シアターグリーンBIG TREE THEATER）-フードマン ブルー 役
- アイ★チュウ ザ・ステージ～ - ラビ 役
  - アイ★チュウ ザ・ステージ～Stairway to Étoile 2018～（2018年2月23日 - 3月1日、サンシャイン劇場）[4]
  - Live!!アイ★チュウ ザ・ステージ〜les quatre saisons〜（2018年7月16日、東京国際フォーラム ホールC）[5]
  - アイ★チュウ ザ・ステージ～Rose Ecarlate～（2019年4月27日、シアター1010）※日替わりゲスト[6]
  - Live!!! アイ★チュウ ザ・ステージ～Planète et Fleurs～（2019年7月27日、調布市グリーンホール）[7]
  - アイ★チュウ ザ・ステージ～Rose Ecarlate DEUX～（2019年10月10日、シアター1010）※日替わりゲスト[8]
  - アイ★チュウ ザ・ステージ ～Après la pluie～（2020年10月16日 - 18日、シアター1010 / 10月21日 - 25日、東京建物 Brillia HALL）[9]
  - Live!!!! アイ★チュウ ザ・ステージ～Eclat des Fleurs～（2023年2月18日 - 19日、新宿文化センター 大ホール）※19日昼公演のみ出演[10]
  - Live!!!!! アイ★チュウ ザ・ステージ -Réalisateur de rêve-（2024年8月3日、パルテノン多摩 大ホール）[11]
  - 舞台「アイ★チュウ」〜La Grande Marche〜（2024年12月25日 - 12月30日、博品館劇場）[12]
- 『麗しのダンスマスター』（2018年10月24日 - 28日、新宿村LIVE）- 内川大輔 役
- 舞台『青春歌闘劇バトリズムステージ』- リョウ 役
  - 『青春歌闘劇バトリズム ステージWAVE』（2019年1月25日 - 2月3日、シアターサンモール）
  - オッドフェスDX『青春歌闘劇バトリズムステージ』スピンオフ 朗読劇 A novel of Battrhythm Stage（2019年6月27日・29日、シアターサンモール）
  - 『青春歌闘劇バトリズムステージINITIO』（2021年1月27日 - 31日、草月ホール）- W主演
  - 『新春歌闘劇バトリズム The LIVE』（2022年1月2日 - 3日、ヒューリックホール東京）
- 『SECW (School entrance ceremony wars)〜入学式戦争はモノガタリの始まり〜』（2019年4月3日 - 7日、シアターグリーンBIG TREE THEATER）- W主演・折原多玖斗 役
- 舞台『かくりよの宿飯 折尾屋編』（2019年7月17日 - 21日、俳優座劇場）- 雷獣 役
- 舞台『OZMAFIA!! sink into oblivion』（2019年10月23日 - 27日、全労済ホール スペース・ゼロ）- ドリアン・グレイ 役
- Asterism vol,06『DOUBT』（2020年2月26日 - 3月2日、TACCS1179）- イクミ 役
- LEGEND STAGE『This is 大奥』（2020年4月10日 - 11日、クールジャパンパーク大阪TTホール / 4月15日 - 19日、ヒューリックホール東京）- イナバ 役 ※緊急事態宣言に伴い公演中止
- 饗宴『茜さすセカイでキミと詠う～絆～』- 夏目漱石 役
  - 饗宴『茜さすセカイでキミと詠う～絆～』（2020年4月29日 - 5月6日、CBGKシブゲキ!!） ※ 緊急事態宣言に伴い公演中止
  - 饗宴『茜さすセカイでキミと詠う～絆～』（2021年5月12日 - 18日、CBGKシブゲキ!!）
- 舞台『ギヴン』- 中山春樹 役
  - 舞台『ギヴン』（2020年8月15日 - 18日、シアター1010 / 8月22日 - 23日、京都劇場 / 8月29日 - 30日、COOL JAPAN PARKOSAKA WWホール / 9月4日 - 6日、品川プリンスホテル ステラボール）※緊急事態宣言に伴い公演中止
  - 舞台『ギヴン』（2021年11月20日 - 23日、京都劇場 / 11月27日 - 30日、シアター1010）
  - 舞台『ギヴン』アンコールイベント（2022年2月26日 - 27日、全労済ホール スペース・ゼロ）
  - 舞台『ギヴン 海へ』（2025年5月）[13]
- 朗読劇『学園デスパネル2021』（2021年8月30日 - 31日、座・高円寺2）- 社長 役
- MNOP #6『始まりの箱』（2022年6月15日 - 19日、池袋シアターKASSAI）- 主演
- 舞台『オブリビオの翼』（2022年9月23日 - 25日、COOL JAPAN PARK OSAKA TTホール / 10月4日 - 8日、シアター1010) - 犀川光 役[14]
- eeo Stage action MNOP #2『悪を以って愛と成す』（2022年10月26日 - 30日、CBGKシブゲキ!!）- 愚 (おろ) 役[15]
- eeo Stage action 劇団MNOP#3『悪を絶って、愛と死す』（2023年7月26日 - 30日、CBGKシブゲキ!!）- 愚 (おろ) 役[16]
- 即興劇 マーダーミステリー舞台『魅せマダ～ACTOR～』（2024年6月27日 - 30日6公演中、29日2公演出演、コフレリオ新宿シアター) - シナリオA「＃RéSET」柴咲蓮 役、シナリオB「We’re the STARS!?」貴宇井実 役[17]
- Feel create 主催 佐川大樹プロデュース 舞台『OOOOPEN!!!』（2024年10月16日 - 20日8公演中、19日2公演にゲスト出演、中野 ザ・ポケット) - [18]
- 舞台『DORON!』（2025年3月27日 - 30日、R'sアートコート）[19]

### CM
- 三井住友海上 『GKスーパーサブ編』

### PV
- フレンチ・キス 『君なら大丈夫』（2011年）

### その他
- D☆DATE2012〜DATE A LIVE〜（2012年6月29日、TDCホール）- バックダンサー出演
- TOKYO DOME CITY アトラクションズ『サンダードルフィン』乗車規定映像（2013年8月1日 - ）
- 雑誌『月刊Audition5月号』舞台『うちのタマ、知りませんか?』オーディション合格者掲載
- PaBoproduce vol.1『おいでんまい!!日々、感謝しとるんよ』（2015年9月12日・13日 各日13時/15時30分/18時、ツインテール1Fセミナールーム）
- 杉江大志＜Be Ambitious＞X'mas Party 2015（2015年12月13日）- 一部・二部 ゲスト出演
- 『風誕祭 FUTA SUNAGA 26th Birthday～26歳児、はじめてのおたんじょうび会～』（2018年11月11日、Mace池袋）
- 演劇ユニット【爆走おとな小学生】『2019年カウントダウン特別LIVE 』（2018年12月31日）
- Paraviオリジナル『人狼ゲーム×2.5次元俳優～負けたら抱き合ってパーン！～』（2019年8月26日配信）
- 『FUTA SUNAGA 27th Birthday「風誕祭2019」』（2019年11月9日、ホテルモントレ半蔵門）
- 『美脚祭Vol.2-加藤光大27th Birthday-』（2019年12月10日、池袋LIVE INN ROSA）※ ゲスト出演
- 『キャストサイズTALK LIVE12.15冬の陣』（2019年12月15日、浜離宮朝日ホール）※ 一部のみ出演
- 『佐川大樹28birthday あと2年で30歳 今できること』（2019年12月21日、Live Space早稲田Rinen）※ ゲスト出演
- 朗読劇『Astrologhias！〜mythos1〜』（2020年3月13日 - 15日、科学技術館サイエンスホール）- バルゴ(乙女座) 役 ※新型コロナウィルス感染拡大に伴い公演中止
- 爆走おとな小学生5周年記念-授業参観- 第一部（2020年7月6日、渋谷WOMB）※ ゲスト出演
- 『こうゆう人』 第一部（2020年12月27日、Alice aqua garden 田町）※ ゲスト出演
- 初単独イベント『Fan fUn meeTing pArty』（2022年5月5日、P.A.R.M.S秋葉原店）
- ゲームイベント『TZ GAME Labs』（2022年7月3日、TZ GAME Labs）
- おと小7周年記念イベント（2022年7月7日、渋谷WOMB）※ ゲスト出演
- AFRIKA ROSE コラボレーションスナップ（web）[20][21]
- ゲームイベント『TZ GAME Labs』（2022年8月7日、TZ GAME Labs）
- eeo Stage party『MNOP ふぇす!!』(2022年12月23日 - 25日、シアター・アルファ東京)３日間全６公演開催されるイベントの24日、25日４公演にゲスト出演
- ゲームイベント『TZ GAME Labs』（2023年2月26日、TZ GAME Labs）[22]
- ゲームイベント『TZ GAME Labs』（2023年3月19日、TZ GAME Labs）[23]
- 木村優良 生誕祭イベント『優良会員限定サロンvol.5~あかんあかん26歳になっちゃう前にひと騒ぎじゃい~』第2部（2023年3月26日、新大久保エンタメカフェ）[24]
- 澁木稜 生誕イベント 昼公演（2023年4月16日、東京・代々木LIVE STUDIO LODGE）[25]
- 須永風汰 誕生30周年×デビュー10周年記念イベント『風誕祭30×10』（2023年5月14日、P.A.R.M.S秋葉原店）[26]
- ゲームイベント『TZ GAME Labs』（2023年6月17日、TZ GAME Labs）[27]
- 『Another one』vol.11（2023年7月1日、音部屋スクエア高田馬場）[28]
- ゲームイベント『TZ GAME Labs』(2023年9月24日、TZ GAME Labs)[29]
- NEW YEAR BRIDGE LIVE featuring MNOP Fes.１部、３部(2023年12月31日-2024年1月1日、有楽町アイマショウ)出演
- WELCOME to Entrance １部、２部ゲスト出演

(2024年3月31日、恵比寿ガーデンプレイスタワー13階）
- カラオケトークイベント「カラオケ行こ！」出演

(2024年5月16日、LOFT9 Shibuya)
- 川井雅弘 30TH BIRTHDAY PARTY（2024年10月27日）1部にゲスト出演[30]